# Zbór Kościoła Adwentystów Dnia Siódmego w Bydgoszczy
Zbór Kościoła Adwentystów Dnia Siódmego w Bydgoszczy – zbór adwentystyczny w Bydgoszczy, centralny zbór okręgu kujawskiego diecezji zachodniej Kościoła Adwentystów Dnia Siódmego w RP. Jest jednym z kilkunastu bydgoskich społeczności protestanckich.
Pastorem zboru jest ewangelista Mirosław Kania, natomiast starszym – Wiesław Stachura.

## Historia
Pierwsi adwentyści pojawili się w Bydgoszczy w 1901 roku. W 1919 roku do miasta przybył ze Szwajcarii duchowny Paweł Bridde, który już od następnego roku zajął się organizowaniem wydawnictwa kościelnego. W 1921 roku właśnie w Bydgoszczy odbył się pierwszy w dziejach polskiego adwentyzmu zjazd Kościoła, co było jednoznaczne z ukonstytuowaniem się Kościoła krajowego i powołaniem centralnych władz kościelnych. Wtedy to kościół przyjął nazwę „Związek Adwentystów Dnia Siódmego w Polsce”. Jednocześnie w Bydgoszczy uruchomiono własne wydawnictwo.
Kolejne lata historii Kościoła Adwentystów również z Bydgoszczą były ściśle związane. W 1925 r. odbył się tu kurs teologiczny dla młodych pracowników duchownych; we wrześniu 1928 r. w sali „Elysium" przy ul. Gdańskiej 35 obradował ósmy zjazd Zjednoczenia Poznańskiego; w marcu 1931 r. odbyło się posiedzenie Rady Kościoła i wtedy to zapadła decyzja o przeniesieniu siedziby kościoła z Bydgoszczy do Warszawy. W wyniku działań ewangelizacyjnych w mieście pozostał jednak zbór adwentystyczny.
W 1931 roku grupa adwentystów pod przewodnictwem lekarza Alfreda Kubego odeszła z Kościoła i w 1932 roku założyła Autonomiczny Zbór Adwentystów Dnia Sobotniego. Do nowego Kościoła dołączyło większość bydgoskich adwentystów Dnia Siódmego i kilku wyznawców z Torunia. Do końca istnienia Zboru Adwentystów Dnia Sobotniego zwolennicy Kubego byli w konflikcie z innymi adwentystami.

## Dom modlitwy
Pierwszy dom modlitwy urządzono w latach 20. XX wieku przy ul. Zduny, później w prywatnym mieszkaniu i dopiero w latach 30. wybudowany został własny kościół przy ul. Lipowej.

## Działalność
Bydgoscy adwentyści dużą wagę przywiązują do niesienia pomocy ludziom potrzebującym, nie tylko jednak współwyznawcom. A że wielka jest troska adwentystów o ludzkie zdrowie (obowiązuje ich zakaz picia alkoholu, palenia papierosów, używania narkotyków i spożywania wieprzowiny), dlatego też duchowni tego kościoła oraz jego członkowie aktywnie uczestniczą m.in. w pracach Społecznego Komitetu Przeciwalkoholowego.